# Gaius Cammicus Sabinus
Gaius Cammicus Sabinus (vollständige Namensform Gaius Cammicus Gai filius Fabia Sabinus) war ein im 1. Jahrhundert n. Chr. lebender Angehöriger des römischen Ritterstandes (eques).
Durch ein Militärdiplom ist belegt, dass er im Jahr 78 n. Chr. Kommandeur der Cohors I Cantabrorum war, die zu diesem Zeitpunkt in der Provinz Moesia stationiert war. Sabinus war in der Tribus Fabia eingeschrieben; seine Herkunft ist unbekannt.